# La Limouzinière
La Limouzinière è un comune francese di 2 132 abitanti situato nel dipartimento della Loira Atlantica nella regione dei Paesi della Loira.

## Società

### Evoluzione demografica
Abitanti censiti